# سائول وینستین
سائول وینستین (انگلیسی: Saul Winstein; ۸ اکتبر ۱۹۱۲ – ۲۳ نوامبر ۱۹۶۹) شیمیدان اهل ایالات متحده آمریکا بود.
وی همچنین برندهٔ جوایزی همچون نشان ملی علوم شده‌است.